# Brontes
En la mitología griega, Brontes (en griego Βρόντης, ‘el que truena’) formaba junto con Estéropes y Arges la primera generación de Cíclopes, hijos de Urano y Gea. Eran gigantes con un solo ojo en mitad de la frente y un temperamento horrible, conocidos como buenos artesanos y constructores.
Según Hesíodo eran fuertes, testarudos, y de «bruscas emociones». Sus nombres terminaron siendo sinónimo de fuerza y poder, y se usaban para referirse a armas especialmente bien manufacturadas.
La única participación individual que tuvo en los textos nos dice que Brontes fue padre de Atenea y que Metis la alumbró de forma traicional antes de ser devorada por Zeus.